# Samsonowo
Samsonowo – dawna kolonia. Tereny, na których leżała, znajdują się obecnie na Białorusi, w obwodzie mińskim, w rejonie miadzielskim, w sielsowiecie Miadzioł.

## Historia
W czasach zaborów folwark w granicach Imperium Rosyjskiego.
W dwudziestoleciu międzywojennym folwark a następnie kolonia leżała w Polsce, w województwie wileńskim, w powiecie duniłowickim (od 1926 postawskim), w gminie Miadzioł, a następnie w gminie Hruzdowo.
Według Powszechnego Spisu Ludności z 1921 roku zamieszkiwało tu 30 osób, 12 było wyznania rzymskokatolickiego, a 18 prawosławnego. Jednocześnie wszyscy mieszkańcy zadeklarowali białoruską przynależność narodową. Były tu 2 budynki mieszkalne. W 1931 w 9 domach zamieszkiwały 63 osoby.
Wierni należeli do parafii rzymskokatolickiej i prawosławnej w Hruzdowie. Miejscowość podlegała pod Sąd Grodzki w Postawach i Okręgowy w Wilnie; właściwy urząd pocztowy mieścił się w Hruzdowie.